# Józef Cyrankiewicz

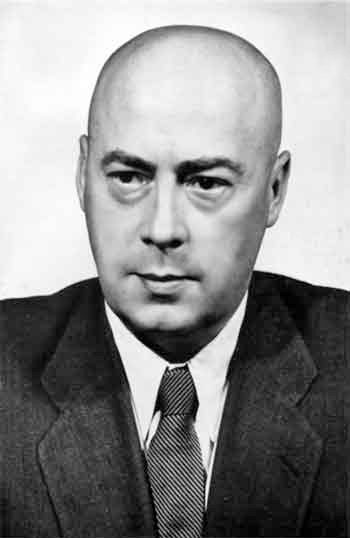
Cyrankiewicz na década de 1960.

Józef Adam Zygmunt Cyrankiewicz (Tarnów, 23 de abril de 1911 – Varsóvia, 20 de janeiro de 1989) foi um político polonês que foi membro do Partido Socialista e, depois de 1948, se tornou proeminente líder do Partido Comunista Polonês. Ele serviu como primeiro-ministro da República Popular da Polônia entre 1947 e 1952, e novamente por dezesseis anos entre 1954 e 1970. Ele também serviu como presidente do Conselho de Estado Polonês de 1970 a 1972.

## Biografia
Cyrankiewicz nasceu em Tarnów, na época parte do Império Austro-Húngaro. Desde jovem, ele se envolveu na política, ingressando no Partido Socialista Polonês (PPS) e mais tarde tornando-se um membro ativo da resistência antinazista durante a Segunda Guerra Mundial. Em 1942, foi capturado pelos nazistas e enviado ao campo de concentração de Auschwitz, onde permaneceu preso até 1945, quando foi libertado no fim da guerra.
Após a guerra, Cyrankiewicz ascendeu rapidamente nas fileiras do PPS e desempenhou um papel crucial na fusão do partido com o Partido dos Trabalhadores Poloneses, de orientação comunista, em 1948, formando o Partido Operário Unificado Polonês (PZPR). Essa fusão consolidou o controle comunista sobre a Polônia.
Como Primeiro-Ministro, Cyrankiewicz foi um seguidor leal da União Soviética, apoiando suas políticas na Polônia. Ele era conhecido por sua abordagem pragmática e por sua habilidade em navegar no complexo ambiente político da Polônia comunista. Em 1968, durante a crise política marcada por protestos estudantis e dissidência política, Cyrankiewicz esteve envolvido na repressão das manifestações, um período também caracterizado por censura governamental e campanhas antissemitas.
Após sua renúncia ao cargo de Primeiro-Ministro em 1970, Cyrankiewicz ocupou vários cargos cerimoniais, incluindo o de Presidente do Conselho de Estado, uma posição amplamente simbólica. Com o tempo, ele foi se afastando da cena política à medida que a liderança do PZPR mudava.
O legado de Józef Cyrankiewicz é ambíguo. Ele é lembrado por seu papel na consolidação do regime comunista na Polônia e por seu longo período no poder, mas também por sua participação na repressão às liberdades políticas. Cyrankiewicz continua sendo uma figura controversa na história polonesa, simbolizando as complexidades e problemáticas da era comunista do país.